# کتیگر
کتیگر، روستایی است از توابع بخش مرکزی شهرستان رشت در استان گیلان ایران.از توابع دهستان لاكان . يكي از قطب هاي گردشگر پذير در استان گيلان !بالاترين آمار ورود مسافر در كل استان گيلان تنها اسم اصلی کتیگر

## جمعیت
این روستا در دهستان لاکان قرار دارد و براساس سرشماری مرکز آمار ایران در سال ۱۳۸۵، جمعیت آن ۲۰۳۹ نفر (۵۶۹خانوار) بوده‌است.